# Mary (Scissor Sisters)
Mary è un singolo del gruppo rock statunitense Scissor Sisters, pubblicato nel 2004 ed estratto dall'album di debutto Scissor Sisters.

## Tracce
- CD

1. Mary – 4:41
2. Mary (Junkie XL radio edit) – 3:55
3. Take Me Out (Jo Whiley Session) – 4:32